# Gaston Thubé
Gaston Marie Thubé, né le 16 octobre 1876 à Châteaubriant et mort le 22 juin 1974 en son domicile dans le 8e arrondissement de Paris, est un navigateur et homme d'affaires français.

## Biographie

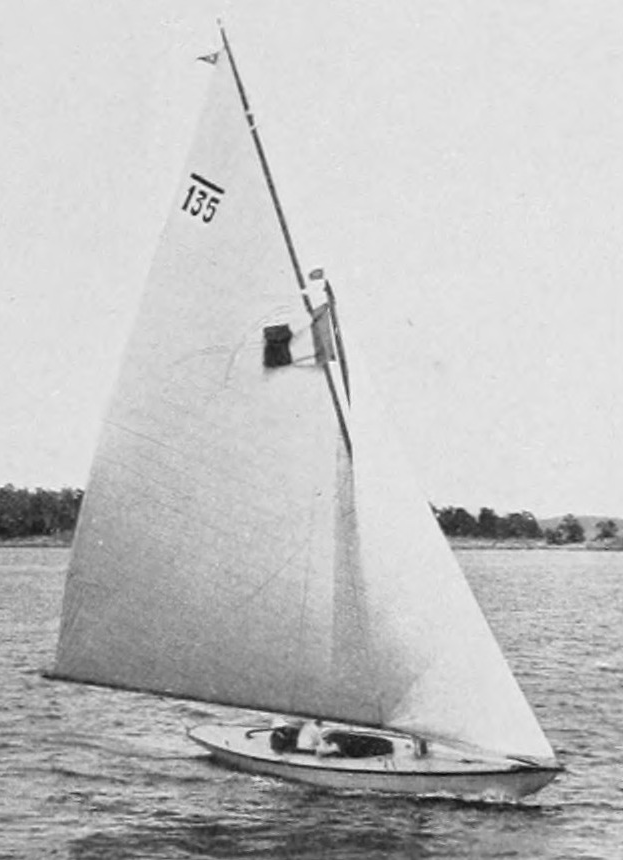
Le 6 m JI, Jauge internationale, Mac Miche, médaille d'or dans sa catégorie avec les frères Thubé.

Gaston Thubé est le fils de l'armateur nantais Gaston Thubé et de Marie Amélie Lourmand. Il est donc l'oncle des frères René, Michel et Gwenn-Aël Bolloré, ainsi que de Didier Pineau-Valencienne. Il épouse Madeleine Goullin, petite-fille de Pierre Bénoni Goullin et de Louis Flornoy.
Avec ses frères Amédée et Jacques, il est sacré champion olympique de voile en épreuve de 6 mètres JI aux Jeux olympiques d'été de 1912 de Stockholm.
Il devient administrateur délégué de la Nouvelle Société commerciale africaine, ainsi que membre du premier conseil administration du Crédit nantais. Au décès de son beau-frère René Bolloré (1885-1935), il assure la direction des usines Bolloré (OCB) avec son neveu René Bolloré. Il est vice-président du Syndicat des fabricants de papier à cigarettes et autres papiers minces.
Il est admis membre de la Société archéologique et historique de Nantes et de Loire-Atlantique.
En 1880, il se fait construire le château de Saint-Marc-sur-Mer (Saint-Nazaire).